# و کوهستان به طنین آمد
و کوهستان به طنین آمد (انگلیسی: And the Mountains Echoed) رمانی نوشتهٔ خالد حسینی، نویسندهٔ افغانستانی-آمریکایی است که ریورهد بوکس آن را در سال ۲۰۱۳، در ایالات متحده منتشر کرد. این رمان دربارهٔ عبدالله و پری، خواهر و برادر افغانستانی است که در روستایی به نام شادباغ زندگی می‌کنند و پدرشان تصمیم می‌گیرد پری را به کابل ببرد تا او را به خانوادهٔ ثروتمند وحدتی بفروشد. فروختن پری نقطهٔ آغاز داستان است و این اتفاق روایت‌های دیگر را به هم گره می‌زند.
ایدهٔ نگارش این رمان زمانی به ذهن حسینی رسید که به افغانستان سفر کرده بود. او تلاش کرد تا به‌کمک سفرهایش به افغانستان و تجربه‌هایی که در آنجا داشت، ساختار کلی رمان را بسازد. حسینی در آغاز قصد داشت داستانی خطی بنویسد اما با پیشرفت نگارش رمان تصمیم گرفت تا روندی دیگر را در پیش بگیرد. این نویسنده برخلاف سبک بادبادک باز و یک‌هزار خورشیدرو، در این رمان از تمرکز بر روی یکی از شخصیت‌ها دوری کرده و رمان را به‌مانند یک مجموعهٔ داستان کوتاه نوشته‌است که هر فصل از رمان، از زاویهٔ دید شخصیت متفاوتی روایت می‌شود. نام این رمان با الهام از یکی از بخش‌های شعر «ترانهٔ پرستار» سرودهٔ ویلیام بلیک انتخاب شده‌است. سرانجام، و کوهستان به طنین آمد در مهٔ ۲۰۱۳ منتشر شد و نسخهٔ کتاب صوتی آن نیز در همان ماه انتشار یافت که راویان آن خالد حسینی، نوید نگهبان و شهره آغداشلو بودند.
این رمان روایتگر رخدادهای سال‌های ۱۹۵۲ تا ۲۰۱۰ است که از شادباغ آغاز می‌شود اما به مکان‌های دیگر نیز کشیده می‌شود. و کوهستان به طنین آمد، رمانی شخصیت‌محور است و به‌خاطر شخصیت‌های متنوعش، پیرنگ‌های متعددی دارد. حسینی برای روایت اتفاق‌هایی که خارج از بازهٔ زمانی رمان است، از تکنیک بازگشت به گذشته کمک می‌گیرد. او در این رمان نیز درون‌مایه‌های خانوادگی را که در بادبادک‌باز و یک‌هزار خورشیدرو پرداخته بود، ادامه می‌دهد. و کوهستان به طنین آمد روی روابط صمیمانهٔ خواهر و برادر تمرکز می‌کند. در کنار عبدالله و پری، حسینی دو برادر و خواهر دیگر و روابط مشابه خواهر و برادری، روابط نامادری بچه‌ها، پروانه و خواهر معلولش، معصومه و یک دکتر افغانستانی-آمریکایی به نام ادریس و پسرعمویش تیمور را هم معرفی می‌کند. این رمان پس از انتشار با استقبال خوبی مواجه شد و نقدهای مطلوبی نیز دریافت کرد. منتقدان به شیوهٔ روایت رمان، شخصیت‌ها و ساختار آن پرداختند و نظرهای خودشان را ابراز کردند.
و کوهستان به طنین آمد به زبان‌های دیگر نیز ترجمه شده‌است. در اکتبر ۲۰۱۳ گزارش شد که برنامه‌ریزی برای ترجمهٔ این رمان به ۴۰ زبان مختلف انجام شده‌است. ناشران ایرانی پیش از انتشار رسمی رمان، از ترجمه و انتشار آن خبر دادند. این رمان در ایران با عنوان‌های مختلف ترجمه و منتشر شده‌است. مهدی غبرایی و مریم مفتاحی از جمله مترجم‌هایی هستند که این رمان را ترجمه کرده‌اند. به گزارش همشهری‌آنلاین در فروردین ۱۳۹۳، بیست ترجمه از سومین رمان حسینی منتشر شده‌اند یا در صف انتشار قرار دارند.

## پیشینه

### دربارهٔ نویسنده

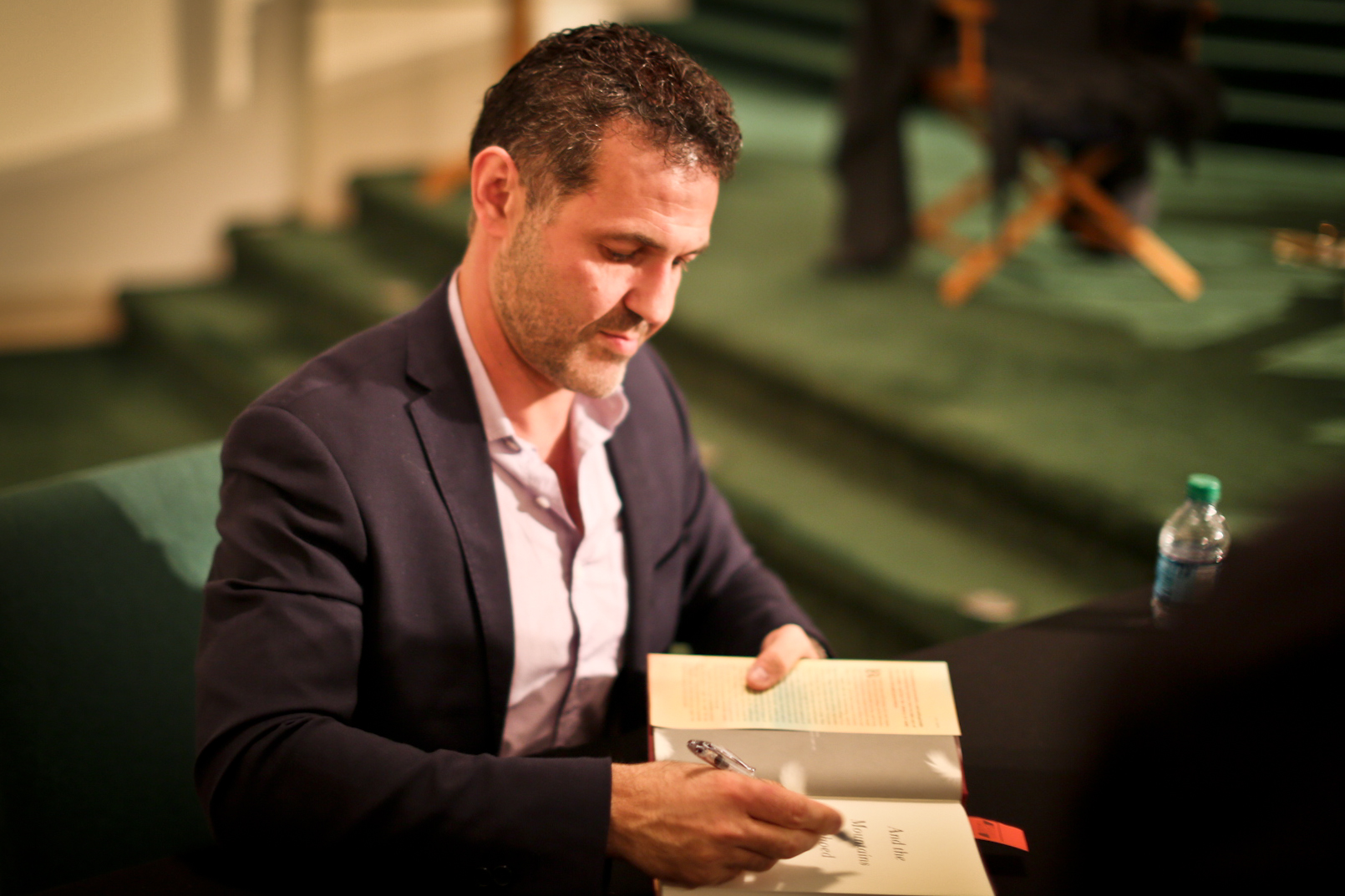
خالد حسینی در حال امضای کتاب

خالد حسینی (زادهٔ ۱۹۶۵) نویسندهٔ افغانستانی-آمریکایی است. او در افغانستان به دنیا آمد و پدرش کارمند وزارت امور خارجه و مادرش معلم بود. اعضای خانواده در سال ۱۹۷۶، به‌خاطر مأموریت پدر به پاریس رفتند. خانوادهٔ حسینی پس از شروع جنگ شوروی در افغانستان تصمیم گرفتند تا به کشورشان برنگردند. آن‌ها توانستند از ایالات متحده پناهندگی سیاسی بگیرند و ساکن کالیفرنیا شوند. حسینی دورهٔ تحصیلی خود را در ایالات متحده ادامه داد و پس از اخذ دیپلم، در دانشگاه سانتا کلارا ثبت‌نام کرد تا در رشتهٔ زیست‌شناسی تحصیل کند. او بعداً توانست در دههٔ ۱۹۹۰ از دانشکدهٔ پزشکی دانشگاه کالیفرنیا فارغ‌التحصیل شود. حسینی در سال ۲۰۰۳ بادبادک‌باز، رمان نخست خود را نوشت و یک و نیم سال بعد نویسندهٔ تمام‌وقت شد. یک‌هزار خورشیدرو، دومین رمان وی در سال ۲۰۰۷ منتشر شد. هر دو رمانش موفق بودند و زمانی که سومین رمانش را منتشر می‌کرد، این دو اثر روی هم بیش از ۳۸ میلیون نسخه در ۷۰ کشور جهان فروخته بودند. بادبادک‌باز روایتگر داستان امیر، نویسندهٔ ساکن کالیفرنیا است که تمرکز اصلی رمان بر رابطهٔ این شخصیت با حسن، دوست دوران کودکی‌اش در کابل است. یک‌هزار خورشیدرو نیز فضای سیاسی و اجتماعی افغانستان را به کمک شخصیت‌های لیلا و مریم به تصویر می‌کشد.

### نگارش
موضوع کتاب و کوهستان به طنین آمد اولین بار زمانی که حسینی در سال ۲۰۰۷ با کمیساریای عالی سازمان ملل برای پناهندگان به افغانستان سفر کرده بود، به ذهنش رسید. زمانی که آنجا بود، از چند روستاییِ مُسن داستان‌هایی را در مورد مرگ چند بچهٔ فقیر و کم‌سن‌وسال در زمستان شنید که پایه و اساس حادثهٔ اصلی رمان، یعنی تصمیم پدری برای فروش فرزندش از آن گرفته شده‌است. حسینی تعریف کرد: «رمان خیلی خیلی غیرمهم، تنها با یک تصویر منفرد در ذهنم که نمی‌توانستم به‌راحتی طرح آن را بریزم، شروع شد.» و «آن تصویر مردی بود که ماشین اسباب‌بازی قرمزی را می‌کشید، داخل آن یک دختر کوچک حدوداً سه ساله بود و پسری هم پشت سرش راه می‌رفت و این سه نفر از وسط صحرا می‌گذشتند.» حسینی در اصل برنامه‌ریزی کرده بود رمانش را مثل کارهای پیشینش به‌صورت خطی بنویسد اما به‌هنگام نگارش، رمان گسترش یافت و یک سری داستان به‌هم‌پیوسته پدید آمد که شخصیت‌های زیادی آن را احاطه کرده بودند اما مستقیماً به یکدیگر ربطی نداشتند. او نگارش این رمان و داستان آن را به‌مانند درختی می‌دانست که «شاخه داده بود و هر چه که می‌گذشت، بزرگ و بزرگ‌تر می‌شد.»

خانواده‌ای به آرامی در ذهن من شکل گرفت که زیاد بی‌شباهت به بسیاری [از خانواده‌هایی] که دیده بودم، نبود. خانواده‌ای که در روستایی دورافتاده زندگی می‌کردند و مجبور بودند انتخاب دردناکی کنند که برای بیشتر ما غیرقابل‌تحمل است. در قلب این خانواده، من یک برادر و خواهر کوچک را به تصویر کشیدم که قربانی بی‌اطلاع ناامیدی خانواده‌شان می‌شوند. رمان آغاز می‌شود و سپس، با فداکاری، عملی ناامیدانه، عملی که باعث ازهم‌گسیختگی خانواده است، به تنهٔ درختی تبدیل می‌شود که از آن شاخه‌های پرشمار رمان سر برمی‌آورند.

—خالد حسینی
حسینی مطابق سرمشق خود، از تجربه‌های اولیه‌اش در افغانستان کمک گرفت تا ساختار کلی این رمان را خلق کند. او می‌گوید که سفرهای بعدی‌اش به افغانستان هم خواه‌ناخواه تأثیرگذار بوده‌اند. به‌عنوان مثال، در دیدار سال ۲۰۰۹، او دو خواهر خردسال را در روستای دورافتاده‌ای در خارج از کابل ملاقات کرد. خواهر بزرگتر که تخمین می‌زد شش ساله باشد، برای خواهر کوچکترش مانند یک مادر رفتار می‌کرد. حسینی گفت که پیوند بین آن دو خواهر اساس رابطهٔ بین عبدالله و پری را در رمان شکل داد.
و کوهستان به طنین آمد به اولین رمان حسینی تبدیل شد که برخلاف دو اثر قبلی‌اش، مستقیماً در ارتباط با طالبان نیست. گرچه حسینی آگاهانه تصمیم نگرفت از نوشتن در مورد طالبان خودداری کند اما گفت خوشحال است که توانسته‌است برای حفظ تازگی سِیر داستانی از آن موضوع دور شود. بیشتر کشمکش‌های شخصیت‌های داستان شخصی هستند و به التهاب‌های سیاسی در افغانستان ارتباطی ندارند. حسینی افزود: «امیدوارم روزی بیاید که هنگام نوشتن در مورد افغانستان، بتوانیم دربارهٔ افغانستانی به‌دور از جنگ و کشمکش‌های سی سالهٔ اخیر صحبت کنیم. فکر می‌کنم این کتاب به‌نوعی تلاشی در جهت رسیدن به این هدف باشد.» حسینی عنوان این رمان را با الهام از یکی از بخش‌های شعر «ترانه پرستار» سرودهٔ ویلیام بلیک، شاعر انگلیسی انتخاب کرده‌است: «و همهٔ تپه‌ها به طنین آمدند.»

### انتشار
در ژانویهٔ ۲۰۱۳، پابلیشرز ویکلی تاریخ انتشار رمان را ۲۱ مهٔ همان سال اعلام کرد و ریورهد بوکس نوشت: «رمان در مورد این است که ما چگونه عشق می‌ورزیم، چگونه از یکدیگر مواظبت می‌کنیم و چگونه تصمیم‌های ما در نسل‌های متمادی طنین‌انداز می‌شود.» و کوهستان به طنین آمد اولین بار با جلد گالینگور منتشر شد و قیمت آن در ایالات متحده ۲۸٫۹۵ دلار و در انگلستان ۱۴٫۹۹ پوند بود. حسینی برای معرفی این رمان در توری پنج هفته‌ای به ۴۱ شهر در سراسر ایالات متحده سفر کرد. پنگوئن آدیو در مهٔ ۲۰۱۳ نسخهٔ کتاب صوتی این رمان را منتشر کرد که راویان آن خالد حسینی، نوید نگهبان و شهره آغداشلو بودند.

## خلاصه داستان
داستان از سال ۱۹۵۲ شروع می‌شود. صبور، کشاورزی فقیر از روستای تخیلی شادباغ، تصمیم می‌گیرد دختر سه سالهٔ خود پری را به زوج ثروتمند و بدون فرزندی در کابل بفروشد. این تصمیم، پسر ده سالهٔ او عبدالله را که بعد از مرگ مادرشان در اثر زایمان از پری مراقبت کرده‌است، ویران می‌کند.
فصل‌های بعدی مشخص می‌کند که شرایط چگونه خواهد شد: نامادری بچه‌ها، پروانه، در مقایسه با معصومه خواهر دوقلوی زیبایش کمتر مورد توجه بود. روزی از روی حسادت عمداً به معصومه صدمه زد که منجر به پاراپلژی او شد. پروانه پس از این حادثه چندین سال از خواهرش مراقبت کرد تا اینکه معصومه از او خواست تا کمک کند او خودش را بکشد و سپس با صبور ازدواج کند. برادر بزرگترشان، نبی، برای کار نزد آقای وحدتی، مردی ثروتمند، به کابل رفت و در آنجا شیفته نیلا، همسر او شد. بعد از اینکه نیلا در مورد ناتوانیشان از بچه‌دار شدن ابراز نگرانی کرد، نبی ترتیب فروش پری را به آن زوج داد.
در سال‌های بعدی، عبدالله افغانستان را ترک می‌کند و آقای وحدتی نیز سکته مغزی می‌کند؛ این مسئله نیلا را تشویق می‌کند پری را بردارد و به پاریس برود. نبی، در حالی که نقش مراقب اصلی وحدتی را بر عهده دارد، در کمد وحدتی چندین دفتر طراحی پیدا می‌کند که پر از تصاویری است که پیش از سکتهٔ او کشیده شده‌است. نبی از کشف اینکه کارفرمایش عاشق اوست عصبانی شده و تصمیم به ترک او می‌گیرد اما بعد از اینکه فرد مناسبی را برای مراقبت از او پیدا نمی‌کند، از تصمیم‌اش برمی‌گردد و پنجاه سال بعدی را برای آقای وحدتی کار می‌کند. او پیوند عمیقی با کارفرمایش ایجاد می‌کند و نبی می‌فهمد که هدفش مراقبت از آقای وحدتی است. بعدتر، وضع سلامت آقای وحدتی بدتر می‌شود و نبی با بوسه بر لب او و فشردن بالش بر روی صورتش به او در خودکشی کمک می‌کند.
در این خلال، بعد از جنگ شوروی در افغانستان همسایگان وحدتی به همراه فرزندانشان به آمریکا مهاجرت می‌کنند. پسرخاله‌ها ادریس و تیمور بعد از دو دهه برای به دست آوردن اموال خانواده‌شان به افغانستان برمی‌گردند. آنجا، در زمانی که تیمور نمایشی بزرگ را با پخش پول به گداهای خیابانی اجرا می‌کند، ادریس با رُشی، دختر افغانی که از آسیب وحشتناکی رنج می‌برد و خانواده‌اش توسط عمویش به قتل رسیده‌است، رابطه خصوصی و عاطفی برقرار می‌کند. ابتدا، ادریس به رشی وعده می‌دهد کارهای لازم برای بهبود او را ترتیب دهد اما با بازگشت به ایالات متحده از او و افغانستان فاصله می‌گیرد. چند سال بعد، ادریس با رُشی برخورد می‌کند که در حال امضای شرح حال پرفروش خود است. او کتابش را به مادرخوانده‌اش و تیمور که پول عملش را پرداخته، هدیه کرده‌است.
نیلا که الان در پاریس زندگی می‌کند، در بیشتر اوقات زندگیش خوشحال نیست. او عاشقانی را جذب می‌کند و پری ساده و واقع‌بین را «مجازات» خود خطاب می‌کند. او در سال ۱۹۷۴ پس از یک مصاحبهٔ مفصل در مورد اوایل زندگی‌اش خودکشی می‌کند. پری شک می‌کند که دختر بیولوژیکی نیلا نیست و برای کشف هویتش ترتیب سفری به افغانستان را می‌دهد. به‌هرحال، بعد از ازدواج و باردار شدن سفرش را برای مدت نامعلومی به عقب می‌اندازد. پس از داشتن سه فرزند و بیوه شدن در سن ۴۸ سالگی، وی در سال ۲۰۱۰ پس از مرگ نبی نامه‌ای را دریافت می‌کند که جزئیات پذیرفتن وی به فرزند خواندگی توسط وحدتی‌ها را شرح داده‌است.
فصل‌های آخر روی عادل تمرکز می‌کند. او پسری است که متوجه می‌شود پدرش یک جنایتکار جنگی است و خانه‌اش در زمین متعلق به صبور و مارکوس، یک امدادگر یونانی در افغانستان و از آشنایان نبی ساخته شده‌است. در فصل آخر که از زبان دختر عبدالله روایت می‌شود، عبدالله و پری در کالیفرنیا دوباره همدیگر را پیدا کرده‌اند؛ گرچه، او به بیماری آلزایمر دچار است و پری را به یاد نمی‌آورد.

## عناصر داستان

### زمان، مکان و زاویه دید
و کوهستان به طنین آمد از نظر عنصر زمان روایتگر رخدادهای پاییز ۱۹۵۲ تا زمستان ۲۰۱۰ است. حسینی در روند داستان مجبور می‌شود که برای توصیف شخصیت‌های فرعی و پرداختن به برخی از واقعه‌ها، سال‌های پیش از ۱۹۵۲ را نیز روایت کند. این رمان از روستایی خیالی به نام شادباغ در افغانستان آغاز می‌شود و بخش اصلی آن در کابل رخ می‌دهد اما داستان با مهاجرت شخصیت‌های رمان به مکان‌های دیگری همچون پاریس و کالیفرنیا گسترده می‌شود. شادباغ نمادی از افغانستان است که زمانی آباد بوده اما در اثر جنگ و مهاجرت مردم ویران شده‌است. حسینی در یادداشتی نوشت که این روستا خیالی است و اگر در دنیای واقعی، مکانی به این نام وجود داشته باشد، منظورش آنجا نبوده‌است. و کوهستان به طنین آمد رمانی شخصیت‌محور است که شخصیت‌های آن در هر فصل قصهٔ خودشان را به‌همراه واقعه‌های اجتماعی-سیاسی تعریف می‌کنند. هر فصل از این رمان قصه‌ای مستقل اما وابسته به یکدیگر دارد و در کنار هم این رمان را می‌سازند. وندی اسمیت، منتقد لس آنجلس تایمز این سبک را به داستان کلاسیک هزار و یک شب شبیه دانست. بیشتر فصل‌های رمان به‌وسیلهٔ دانای کل روایت می‌شود اما حسینی در برخی از فصل‌ها ترجیح داده‌است از راوی اول شخص استفاده کند.

### پیرنگ
رمان به‌خاطر شخصیت‌های متنوع، پیرنگ‌های متعددی دارد. فروختن پری نقطهٔ آغاز داستان است. حوادث قبل از این نقطه به کمک بازگشت به گذشته روایت می‌شود. پری زمانی که متوجه می‌شود فرزندخوانده بوده‌است، تلاش می‌کند تا ردی از گذشته‌اش را پیدا کند و به‌دنبال خانواده‌اش برود اما می‌فهمد که باردار است. پس از گذشت سال‌ها، نامه‌ای پیدا می‌شود که نبی قضیه را توضیح داده‌است و پری آن را می‌شنود. سرانجام، پری در پایان رمان برادرش عبدالله را ملاقات می‌کند.

### شخصیت‌پردازی
- عبدالله: یک مرد افغانستانی است که در روستای شادباغ بزرگ شده‌است.[۲۶] او شخصیتی ایستا دارد و فداکار، دلسوز و مهربان است.[۲۷] عبدالله پس از تصمیم پدرش برای فروش خواهر کوچکترش به زوجی در کابل، تصمیم می‌گیرد تا افغانستان را ترک کند. عبدالله در ایالات متحده یک رستوران افغان تأسیس می‌کند و دختری دارد که نام خواهرش را روی او گذاشته‌است.[۲۸] پس از مرگ همسرش، مشخص می‌شود که عبدالله به آلزایمر مبتلاست و بعدها پس از اینکه خواهرش را می‌بیند، نمی‌تواند او را به یاد بیاورد.[۲۹]
- پری: خواهر کوچکتر عبدالله است که در خردسالی به زوج ثروتمند وحدتی در کابل فروخته می‌شود. او در آن زمان رابطهٔ نزدیکی با برادرش داشت اما پس از جدایی، عبدالله و سایر اعضای خانواده‌اش را فراموش می‌کند.[۳۰] او پس از سکتهٔ پدرخوانده‌اش، دوران جوانی و بزرگسالی‌اش را در فرانسه می‌گذراند و سرانجام از طریق نامه‌ای متوجه می‌شود که دایی‌اش نبی ترتیب فروش وی را داده‌است.[۳۱] در نهایت، پری دوباره عبدالله را می‌بیند اما برادرش به‌خاطر بیماری آلزایمر نمی‌تواند او را بشناسد.[۳۲] حسینی توضیح داد: «من می‌توانستم ببینم که اگر قرار بود خواهر و برادر دوباره به‌هم ملحق شوند، این امر با این شرایط رخ می‌داد و به شکلی که ما انتظار داشتیم و شاید می‌خواهیم، نمی‌بود.»[۳۳]
- نیلا وحدتی: یک زن جوان افغانستانی که به‌خاطر شعرهایی دربارهٔ مسائل جنسی مشهور است و او را به همسری یک تاجر ثروتمند اهل کابل داده‌اند.[۳۴] حسینی می‌گوید والدینش در دههٔ ۱۹۷۰ میزبان مهمانی‌هایی در کابل بودند و این نویسنده بسیاری از جنبه‌های شخصیتی نیلا را از روی زنان حاضر در آن مهمانی‌ها گرفته‌است. بسیاری از آن زنان آن طور که او به یاد می‌آورد، «زیبا، بسیار رک‌گو، دمدمی» بودند و «آزادانه می‌نوشیدند و سیگار می‌کشیدند.»[۳۵] نیلا نازا است و همین مسئله موجب شد پری را به‌عنوان دخترخوانده‌اش بخرد. او فردی با زیبایی غیرمعمولی و ناراضی توصیف شده‌است. او پس از سکتهٔ مغزی شوهرش به پاریس نقل‌مکان و سرانجام در همان‌جا خودکشی می‌کند. حسینی توضیح داد که او نگران دوست‌داشتنی کردن نیلا نبوده‌است و گفت: «من فقط می‌خواستم او واقعی باشد؛ پر از خشم و جاه‌طلبی و بصیرت و ضعف اخلاقی و خودشیفتگی.»[۳۶]
- پروانه: نامادری عبدالله و پری است. او در شادباغ با برادرش نبی و خواهر دوقلویش، معصومه بزرگ شده‌است. پروانه برخلاف خواهرش معصومه، در بیشتر طول زندگی‌اش غیرجذاب بوده‌است.[۳۷] او معصومه را از روی تاب هل می‌دهد و این اتفاق موجب فلج شدن خواهرش و از طرف دیگر موجب عذاب وجدان و احساس گناه خودش می‌شود. از آن زمان، پروانه مجبور است که از معصومه مراقبت کند.[۳۸] پس از سال‌ها، معصومه پروانه را ترغیب می‌کند که او را در بیابان رها کند تا بمیرد[۳۹] و با صبور، پدر عبدالله و پری، ازدواج کند.[۴۰]
- نبی: برادر بزرگتر پروانه و معصومه است. علی‌رغم اینکه «او کسی است که شخصیتش تحت‌الشعاع بسیاری از شخصیت‌های پرسروصداتر رمان قرار می‌گیرد»،[۴۱] فرزندخواندگی پری را ترتیب می‌دهد که طرح اصلی داستان می‌شود. پس از اینکه به عنوان شوفر وحدتی‌ها استخدام می‌شود، او عاشق نیلای بدون فرزند می‌شود و ترتیب فروش پری به او را می‌دهد؛ با این امید که نیلا هم عاشق او شود.[۴۲] پس از اینکه شوهر نیلا سکته می‌کند و نیلا به پاریس می‌رود، او متوجه می‌شود که احمق بوده که این فکر را کرده‌است و مراقب اصلی کارفرمای بستری‌اش می‌شود. بعدها، بین او و آقای وحدتی رابطهٔ عمیقی ایجاد می‌شود و آن‌ها شرکای صمیمی مادام‌العمر می‌شوند.[۴۳]
- عمره آدمویچ: پرستاری اهل بوسنی است که پس از سقوط طالبان، در بیمارستانی در افغانستان کار می‌کند. او از یک یتیم افغانستانی به نام رُشی که به شدت مجروح شده‌است، مراقبت می‌کند و سپس او را به فرزندی می‌پذیرد. عمره بر اساس گفتهٔ حسینی، برای این خلق شده‌است که امدادگران خارجی را که در افغانستان خدمت می‌کنند، نمایندگی کند. زمانی که حسینی در سال ۲۰۰۳ از کشورش ملاقات می‌کرد، با افرادی مواجهه شده بود که زندگی راحت کشورشان را ترک کرده بودند تا به مردم افغانستان امدادرسانی کنند و حسینی می‌خواست با خلق عمره به آن‌ها ادای احترام کند.[۴۴] حسینی عمره را یکی از شخصیت‌های مورد علاقه‌اش توصیف کرد[۴۵] و گفت: «او انسانیت را در بدترین حالت خود دیده‌است؛ بیشتر دوران کاری‌اش را در مناطق جنگی گذرانده اما هنوز احساس مهر و بخش را در خود حفظ کرده‌است. او همچنین بسیار زرنگ در اجتماع، به شدت باهوش و به نحوی بیرحمانه رک‌گو است.»[۴۶]
- ادریس: پزشک افغانستانی-آمریکایی است که در زمان حمله شوروی افغانستان را ترک کرده‌است. او بعدها در سال ۲۰۰۳ همراه تیمور، پسرعموی خودشیفته و بچه‌صفت خود، برای پس گرفتن زمین‌های خانوادگی به افغانستان برمی‌گردد. در آنجا رُشی را ملاقات می‌کند و با او دوست می‌شود و با داستان تکان‌دهنده او آنجا را ترک می‌کند. حسینی اظهار داشت که تجربه ادریس به عنوان یک افغانستانی دور از وطن، تا حدی مبتنی بر تجارب خود اوست. حسینی گفت: «او وسیله‌ای بود برای توصیف یک افغانستانی در تبعید و برگشتن و دیدن اینکه چقدر تجربه من متفاوت از سایر افغانستانی‌ها بود.»[۴۷] ادریس شروع به برنامه‌ریزی برای کسب هزینه عمل جراحی او در آمریکا می‌کند اما پس از بازگشت به خانه، تمایلش را از دست می‌دهد. بعدها، مشخص می‌شود که تیمور هزینه جراحی رُشی را پرداخته‌است.
- مارکوس وارواریس: یک جراح پلاستیک اهل یونان است. تالیا، بهترین دوست دوران کودکی او به‌خاطر گازگرفتگی توسط سگ دچار آسیب‌دیدگی شدید صورت و مجبور به جراحی می‌شود.[۴۸] او تصمیم می‌گیرد کار و زندگی‌اش را در آتن رها کند و برای مدتی کوتاه به کابل نقل‌مکان کند تا در آنجا به ترمیم جراحت‌های صورت بپردازد. او شخصیتی ایثارگر دارد و می‌خواهد برای رضایت درونی خود به مردم افغانستان کمک کند.[۴۹]
- عادل: پسر یک جنایتکار جنگی ثروتمند است که «شادباغ» را به «شادباغ نو» تبدیل کرده‌است. عادل در عمارتی جدا از دیگران با این فکر که پدرش یک قهرمان است، بزرگ شده‌است؛ چون شاهد بوده که پدرش به دیگران پول داده و هزینه ساخت مدارسی را پرداخته‌است. زمانی که او حقیقت را درمی‌یابد، به شدت غمگین می‌شود اما از آن بخش از وجود خود نیز آگاه است که با گذر زمان، رفته رفته و تقریباً غیرمحسوس، هویتی را که هم‌اکنون مثل یک پلیور پشمی خیس، تنش را سوزن‌کاری می‌کند، خواهد پذیرفت.[۵۰]

### درون‌مایه
فکر می‌کنم هستهٔ هر سه کتابم داستان‌های عاشقانه بوده‌است — و آن‌ها داستان‌های عشقی سنتی به معنای رابطه عاشقانهٔ بین یک مرد و زن نبوده‌است، می‌دانید، آن‌ها داستان‌های عشقی بین شخصیت‌های داستان بوده‌است، جایی که انتظار نمی‌رود عشقی یافت شود؛ بنابراین، همیشه این روابط حاد است که تحت شرایط غیرمنتظره شکل می‌گیرد.

—خالد حسینی
از نظر خالد حسینی، درد، عشق و عشق خانوادگی درون‌مایه‌های اصلی این رمان هستند و جدایی عبدالله و پری «قلب کتاب» محسوب می‌شود. بعدها این خواهر و برادر «قربانیان گذر زمان» می‌شوند. عبدالله از این جهت که بزرگ‌تر است و خواهرش را به‌یاد می‌آورد، بیشتر از خواهرش آزار می‌بیند؛ چراکه پری کوچک‌تر است و پس از جدایی از برادرش می‌تواند او را فراموش کند. حسینی دربارهٔ این موضوع گفت: «این سؤال چند بار مطرح شده‌است که آیا حافظه یک برکت است یا خیر — چیزی که از همهٔ آنچه که برای شما عزیز هستند، محافظت می‌کند — یا حافظه بلایی است که باعث می‌شود قسمت‌های دردناکی از زندگی شما [مثل] رنج، کشمکش، غم و اندوه زنده بماند.» بنابراین، ترکیبی از این حوادث، «و کوهستان به طنین آمد را شبیه قصه‌ای وارونه» می‌سازد.»
از نظر میچیکو کاکوتانی، در حالی که نخستین رمان حسینی روی «پویایی روابط بین پدران و پسران» متمرکز بود و هزار خورشیدرو به روابط بین مادران و دختران می‌پرداخت، و کوهستان به طنین آمد داستانش را از طریق «منشور روابط خواهر و برادری» بیان می‌کند؛ درون‌مایه‌ای که کاکوتانی معتقد است از میان زندگی چند جفت خواهر و برادر منکسر می‌شود. به‌نظر رفیعه ذکریا، مدیر سازمان عفو بین‌الملل ایالات متحده آمریکا، در این رمان به درون‌مایه‌های گناه و قدردانی نیز توجه شده‌است. او برای نمونه به سرگذشت شخصیت‌های پروانه و خواهرش معصومه اشاره کرد و نوشت که عمل کینه‌توزانهٔ پروانه موجب ایجاد «مسئولیت اخلاقی مادام‌العمر» برای وی می‌شود. پروانه مجبور است از معصومه، خواهر ناتوانش پرستاری کند و از این بابت که او باعث «بدبختی هر دویشان» شده‌است، «از درون» نابود می‌شود. از نظر ذکریا این درون‌مایه را می‌توان به داستان شخصیت نبی نیز بسط داد.

## ترجمه

طرح روی جلد ترجمهٔ نسترن ظهیری از این رمان که انتشارات ققنوس در سال ۱۳۹۲ منتشر کرد

سومین رمان حسینی به زبان‌های دیگر ترجمه شده‌است. ادیتسیونی پیه‌مه، یکی از زیرمجموعه‌های موندادوری در ایتالیا، ترجمه‌ای از این رمان را به زبان ایتالیایی منتشر کرد. این ترجمه توانست برای چهارده هفتهٔ متوالی در صدر فهرست پرفروش‌های عمومی این انتشارات قرار بگیرد. سالاماندرا، ناشر مستقر در اسپانیا نیز این رمان را به اسپانیایی ترجمه و منتشر کرده‌است. ایهاب عبدالحمید و یارا البرازی از جمله مترجم‌هایی بودند که و کوهستان به طنین آمد را به عربی برگرداندند. این رمان به آلمانی نیز ترجمه شد که نخستین بار در سال ۲۰۱۳ از سوی اس. فیشر انتشار یافت. علاوه بر این، و کوهستان به طنین آمد به زبان‌های دیگر مانند فرانسوی، ترکی استانبولی و روسی ترجمه شده‌است. همچنین در اکتبر ۲۰۱۳، برنامه‌ریزی برای ترجمهٔ این رمان به ۴۰ زبان، از جمله ایسلندی و مالزیایی نیز تأیید شد.
در آستانهٔ انتشار سومین رمان حسینی در ایالات متحده، برخی از ناشران از برنامه‌ریزی برای انتشار ترجمهٔ آن در ایران خبر دادند. طبق گزارش خبرگزاری تسنیم، و کوه طنین انداخت با برگردان مهگونه قهرمان نخستین ترجمه از این رمان بود که انتشارات پیکان آن را در شهریور ۱۳۹۲ عرضه کرد. به گزارش خبرگزاری مهر، اگرچه رمان حسینی نخستین بار با عنوان و پاسخی پژواک‌سان از کوه‌ها آمد و ترجمهٔ شبنم سعادت فیپا گرفته بود اما به‌گفتهٔ ایلنا، انتشارات افراز آن را به‌علت طولانی شدن روند اخذ مجوز، با تأخیر در اواخر پاییز ۱۳۹۲ منتشر کرد.
مهدی غبرایی در شهریور ۱۳۹۲ گفت که در حال ترجمهٔ این رمان است و عنوان موقت و کوهستان ندا داد را برای آن در نظر گرفته‌است. سرانجام نشر ثالث در بهمن همان سال، ترجمهٔ غبرایی را با نام ندای کوهستان منتشر کرد. مریم مفتاحی یکی دیگر از مترجم‌هایی بود که تصمیم گرفت این رمان را با نام و کوه‌ها طنین انداختند ترجمه کند. او معتقد بود که شاید این عنوان «نامأنوس» باشد اما با توجه به مرجع نام اصلی، «اصرار داشت تا دقیقاً به همان شکل به فارسی» برگردانده شود. انتشارات ققنوس نیز در دی ۱۳۹۲، و کوهستان به طنین آمد را با ترجمهٔ نسترن ظهیری منتشر کرد که در اسفند همان سال به چاپ دوم رسید. زیبا گنجی و پریسا سلیمان‌زاده که با همکاری یکدیگر دو رمان قبلی حسینی را با عنوان‌های بادبادک‌باز و هزار خورشید تابان ترجمه کرده بودند، سومین رمان وی را نیز با عنوان و آوا در کوه‌ها پیچید به فارسی برگرداندند که در اردیبهشت ۱۳۹۳ از سوی انتشارات مروارید انتشار یافت.
همشهری‌آنلاین در فروردین ۱۳۹۳ گزارش داد که تا آن زمان ۱۰ ترجمه از سومین رمان حسینی عرضه شده‌است و ۱۰ ترجمهٔ دیگر نیز در انتظار برای انتشار هستند. همشهری‌آنلاین این موضوع را با تعداد برگردان‌های راز به زبان فارسی مقایسه کرد که بیش از ۳۰ ناشر این کتاب را ترجمه و منتشر کرده بودند.

## نقد و بازخورد
آیا این نمونهٔ عالی یک زن افغانستانی، نیلا، شهروند برجستهٔ پرشور کابلی، به شاعر پاریسی تبدیل شده‌است؟ یا پروانهٔ خردشده زیر بار عذاب وجدان است که احساس می‌کند برای یک لحظه حسادت، به یک عمر غصه محکوم شده‌است؟ یا او مجروح جنگی [رُشی] است که داستانش به‌عنوان صورتی نوعی از داستان غم و اندوه برای مصرف تودهٔ کتاب‌خوان آمریکایی نوشته شده‌است؟ جایی که احساس گناه شخصیت افغانستانی به‌طرزی فراموش‌نشدنی با احساس گناه خوانندهٔ غربی آمیخته می‌شود و با ظرافت موفق به آشکارسازی روابط پیچیدهٔ بین آن دو می‌شود؟

—رفیعه ذکریا، مدیر سازمان عفو بین‌الملل ایالات متحده آمریکا
این رمان پیش از انتشار نقدهای خوبی را دریافت کرد، به فهرست ده کتاب برتر وبگاه آمازون راه یافت و به‌گفتهٔ دنور پست انتظار می‌رفت که موفقیت دیگری را برای نویسنده‌اش به‌همراه داشته باشد. و کوهستان به طنین آمد به فاصلهٔ شش سال پس از یک‌هزار خورشیدرو منتشر و به گزارش نشنال پست، پس از انتشار با «تقاضای بسیاری» مواجه شد. پنج ماه بعد از انتشار رمان، سه میلیون نسخه از آن به فروش رفت. در دسامبر ۲۰۱۳، این رمان در صدر فهرست جایزهٔ برگزیدهٔ گودریدز در دستهٔ کتاب‌های داستانی قرار گرفت. همچنین این رمان یکی از نامزدهای اولیهٔ دریافت مدال اندرو کارنگی برای بهترین اثر داستانی در سال ۲۰۱۴ بود.
به‌طور کلی، و کوهستان به طنین آمد نظرهای مثبتی دریافت کرد. وندی اسمیت، منتقد لس آنجلس تایمز این رمان را «به شدت غم‌انگیز اما سرشار از عشق» توصیف کرد. فران هاثورن، منتقد نشنال، رمان حسینی را با عبارات «داستان‌سرایی استادانه» و «وصفی فراموش‌نشدنی از افغانستان ویران شده در اثر جنگ و درون‌بینی زندگی افغانستانی‌های دور از وطن» توصیف کرد. سوزان بیلی، منتقد فیلادلفیا اینکوایرر، نوشت که «از لحاظ شخصی تاریخ سرزمین جنگ‌زدهٔ خود را خوب [بیان] می‌کند: وفاداری‌های شدید و خیانت‌های خونین به دنبال یکدیگر می‌آیند.» فیلیپ هنشر، منتقد گاردین، نقدی بر این رمان نوشت که در آن تغییر زاویهٔ دید در و کوهستان به طنین آمد را کاری «بلندپروازانه» عنوان کرد. او خاطرنشان کرد که این رمان توانست به انجام رسالتش در ایجاد سرگرمی، موفق عمل کند و در عین حال افزود که «یک روز پس از خواندن رمان، من تمام آن را فراموش کرده بودم.» اسدالله امرایی، نویسنده و مترجم، معتقد است که آثار حسینی در مرز خاطره‌نویسی و روایت قرار دارند و او در انتخاب نام‌های شخصیت‌ها «زرنگی» می‌کند تا هر کدام از این نام‌ها نقشی نمادین را ایفا کنند.
منتقدان با هم توافق داشتند که حسینی موفق به پیچیده کردن شخصیت‌هایش شده‌است. الکساندر لینکلیتر، منتقد گاردین، نوشت: «از زمانی که واقعیت تصمیم صبور به دادن پری به زن مرد ثروتمندی در کابل آشکار می‌شود، حسینی لایه‌های مختلف و شخصیت‌های رمانش را با اشتیاق لحظهٔ دوباره پیوستن برادر و خواهر به همدیگر پر می‌کند.» سونیا کمال، منتقد آتلانتا آرتس، به‌ویژه نظر خوبی نسبت به عمره، امدادگر اهل بوسنی دارد که کودک افغانستانی، رُشی را به فرزندخواندگی پذیرفته و از او نگهداری می‌کند و «بدون توجه به سنگدلی‌هایی که می‌بیند، به انسانیت امیدوار است.» به‌نظر کوین نانس، منتقد یواس‌ای تودی، داستان عبدالله و پری «ویرانگر» است و به تعداد شخصیت‌های داستان اشاره کرد که معتقد بود «بیش از حد لازم» است.
ساختار کتاب موجب عکس‌العمل‌های متفاوتی شد. کیم هیوز، منتقد تورنتو استار، آن را «متمایزکننده‌ترین ویژگی و آزارنده‌ترین تکنیک غیرمعمول رمان توصیف کرد.» او عقیده دارد که قرار بوده پری شخصیت اصلی داستان باشد ولی تمرکز روی شخصیت‌های بسیار دیگر موجب شد که به سختی «[صدایی جیغ و ویغ] از میان شلوغی» از او شنیده شود. عارفه اکبر، منتقد ایندیپندنت معتقد است که تغییر زاویهٔ دید و پرش زمانی در این رمان می‌تواند برای خواننده «گیج‌کننده» باشد و این موضوع موجب شود تا شخصیت‌ها به‌وضوح تعریف شوند اما از طرفی عمق نداشته باشند. به‌نظر علیرضا سیف‌الدینی، نویسنده و مترجم، زمان‌بندی حسینی در این رمان «دقیق» نیست و این نویسنده می‌توانست در خلق روایت‌های موازی که داستان را از شکل خطی بیرون آورده‌اند، موفق‌تر عمل کند. میچیکو کاکوتانی، منتقد نیویورک تایمز، معتقد بود که داستان‌سرایی به سبک رمان کوتاه به خوبی انجام شده‌است و از نظر عاطفی، این رمان را جذاب‌ترین رمان حسینی تا آن زمان دانست که روان‌تر و بلندپروازانه‌تر از بادبادک‌باز است و روایتی پیچیده‌تر از یک‌هزار خورشیدرو دارد. کمال نیز در موافقت با این نظر گفت «ساختار داستان فوق‌العاده هنرمندانه ایجاد شده‌است.» شیرین البنهاوی، منتقد اسکوپ امپایر، افزود که تمرکز بر روی چندین شخصیت به خوانندگان اجازه می‌دهد تا تنوع فرهنگ افغانستان را بهتر درک کنند.

## واژه‌نامه
1. ↑  Wendy Smith
2. ↑  Edizioni Piemme
3. ↑  Salamandra
4. ↑  S. Fischer
5. ↑  The Denver Post
6. ↑  Goodreads Choice Awards
7. ↑  Andrew Carnegie Medals for Excellence in Fiction
8. ↑  Fran Hawthorne
9. ↑  Susan Balee
10. ↑  Philip Hensher
11. ↑  Alexander Linklater
12. ↑  Soniah Kamal
13. ↑  Atlanta Arts
14. ↑  Kevin Nance
15. ↑  USA Today
16. ↑  Kim Hughs
17. ↑  Arifa Akbar
18. ↑  Sherine El Banhawy
19. ↑  Scoop Empire